# Chris Adami
Christoph Carl Herbert "Chris" Adami (Bruselas, 30 de agosto de 1962) es un científico y educador belga radicado en Estados Unidos. Se desempeña como profesor de microbiología y genética molecular, además de profesor de física y astronomía, en la Universidad Estatal de Míchigan.

## Biografía

### Primeros años
Nació en Bruselas, Bélgica, y se graduó en la Escuela Europea de Bruselas I. Obtuvo un diploma en física por la Universidad de Bonn y una maestría y un doctorado en física nuclear teórica por la Universidad de Stony Brook en 1991. Fue becario del Premio de División en el laboratorio de Steven E. Koonin en el Instituto de Tecnología de California de 1992 a 1995 y posteriormente estuvo en la facultad de Caltech como investigador asociado senior.

### Carrera
Antes de unirse a la Universidad Estatal de Míchigan, fue profesor de Ciencias de la Vida Aplicadas en el Keck Graduate Institute en Claremont, California. Es mejor conocido por su trabajo en Avida, un simulador de vida artificial utilizado para estudiar la biología evolutiva, y por aplicar la teoría de la información a sistemas físicos y biológicos. Junto con Nicolas J. Cerf, logró avances significativos en la teoría cuántica de la información a finales de los años 1990.

## Premios y honores
Recibió la Medalla por logros excepcionales de la NASA mientras trabajaba en el Laboratorio de Propulsión a Reacción y fue elegido miembro de la AAAS en 2012. También fue elegido miembro de la Sociedad Estadounidense de Física en 2017. El 31 de julio de 2019, la Sociedad Internacional para la Vida Artificial le otorgó el Lifetime Achievement Award.

## Publicaciones
- Adami, C.; Belew, R.; Kitano, H.; Taylor, C. (1998). Proceedings of the 6th International Conference on Artificial Life. MIT Press.
- Adami, C. (1998). Introduction to Artificial Life. Springer Verlag. ISBN 0387946462.
- Lenski, R. E.; Ofria, C.; Pennock, R. T.; Adami, C. (2003). «The evolutionary origin of complex features». Nature 423 (6936): 139-144. Bibcode:2003Natur.423..139L. PMID 12736677. doi:10.1038/nature01568. Archivado desde el original el 21 de enero de 2021. Consultado el 20 de agosto de 2013.